# Ernesto Grassi (filosofo)
Ernesto Grassi (Milano, 2 maggio 1902 – Monaco di Baviera, 22 dicembre 1991) è stato un filosofo italiano.

## Biografia
Grassi si laureò a Milano il 30 giugno 1925; in quegli anni egli aveva trovato il suo maestro in Piero Martinetti, professore dell'Università Statale di Milano. Già prima della laurea, Grassi sentì il bisogno di stringere rapporti con la cultura tedesca e nel 1924 si era recato a Friburgo in Brisgovia per presentarsi al filosofo Edmund Husserl. Alla ricerca di un luogo dove poter continuare gli studi, partì per la Provenza nel 1927 dove conobbe Maurice Blondel; nel 1928 ritornò in Germania, dove incontrò Martin Heidegger. Questo fu l'inizio di una lunga collaborazione che segnò il destino filosofico di Grassi; egli continuò la sua attività in Germania, prima come lettore d'italiano a Friburgo, poi come incaricato di filosofia umanistica ed infine come professore onorario, titolo grazie al quale poté insegnare a Berlino tra il 1938 e il 1943. Dopo la guerra e prima di tornare in Germania (Monaco di Baviera) trascorse un periodo in Argentina e fu visiting professor in Cile tra il 1951 e il 1955. Visitò il Brasile, dove fece amicizia con il filosofo di San Paolo Vicente Ferreira da Silva e fu anche un amico del filosofo portoghese Delfim Santos. Fu presidente del "Centro Internazionale di Studi Umanistici" di Monaco ed in seguito professore di "Filosofia dell'Umanesimo" (Philosophie des Humanismus) presso la Ludwig-Maximilians-Universität di Monaco. Fu anche il curatore della Rowohlts Deutsche Enzyklopädie, la famosa "RDE", la prima collana scientifica tascabile in Germania, e della Rowohlts Klassiker.

## Il pensiero
Pensatore di grande valore e critico ingegnoso della filosofia dell'Umanesimo, cercò di ricondurre la filosofia contemporanea ad una riflessione radicale intorno al suo statuto epistemologico e a un ripensamento riguardante il valore del suo linguaggio, ormai specialistico e spesso sterile, per affermare la valenza filosofica del linguaggio poetico, metaforico e fantastico.

## Opere principali e traduzioni italiane
- Il problema della metafisica platonica, Laterza, Bari 1932, 227 pp.
- Dell'apparire e dell'essere (seguito da Linee della filosofia tedesca contemporanea), La Nuova Italia, Firenze 1933, 97 pp.
- Von Vorrang des Logos. Das Problem der Antike in der Auseinandersetzung zwischen italienischer und deutscher Philosophie, Beck, München 1939, 218 pp.
- Gedanken zum Dichterischen und Politischen. Zwei Vorträge zum Bestimmung der geistigen Tradition Italiens, Küpper, Berlin 1939, 48 pp.
- Wirklichkeit als Geheimnis und Auftrag. Die Exaktheit der Naturwissenschaften und die philosophische Erfarung, in collaborazione con Thure von Uexküll, Francke, Bern 1945, pp. 130.
- Verteidigung des Individuellen Lebens. Studia humanitatis als Philosophische Überlieferung, Francke, Bern 1946, 176 pp.
- Von Ursprung und Grenzen der Geisteswissenschaften und Naturwissenschaften, in collaborazione con Thure von Uexküll, Verlag A. Francke, Bern 1950, 254 pp.
- Die Einheit unseres Wirklichkeitsbildes und die Grenzen der Einzelwissenschaften, a cura di Ernesto Grassi e Thure von Uexküll, Lehnen, München 1951, 196 pp.
- Reisen ohne anzukommen. Südamerikanische Meditationen, Rowohlt, Hamburg 1955, 144 pp.
- Kunst und Mythos, Rowohlt, Hamburg 1957, 167 pp.
- Die zweite Aufklärung: Enzyklopädie heute. Mit lexikalischem Register zu Band 1-75, Rowohlt, Hamburg 1958, 304 pp.
- Die Theorie des Schönen in der Antike, DuMont Schauberg, Köln 1962, 287 pp.
- Macht des Bildes. Ohnmacht der rationalen Sprache. Zur Rettung des Rhetorisches, DuMont Schauberg, Köln 1970, 231 pp.
- Arte come antiarte. Teoria del bello nel mondo antico, traduzione di Carlo Hermanin, Paravia, Torino 1972, pp. 133.
- Humanismus und Marxismus. Zur Kritik der Verselbständigung von Wissenschaft [Mit einem Anhang “Texte italienischer Humanisten”], Rowohlt, Hamburg 1973, 274 pp.
- Die Macht der Phantasie. Zur Geschichte abendländischen Denkens, Athenäum, Königstein/Ts. 1979, 267 pp.
- Macht des Bildes. Ohnmacht der rationalen Sprache. Zur Rettung des Rhetorischen, Fink, München 1979, 231 pp.
- Rhetoric as Philosophy. The Humanist Tradition, traduzione di John Michael Krois e Azized Azodi, The Pennsylvania State University Press, University Park and London 1980, 122 pp. (ristampa 2001)
- Heidegger and the Question of Renaissance Humanism. Four Studies, traduzione di Ulrich Hemel-John Michael Krois, State University of New York at Binghamthon, Binghamton/N.Y. 1983, in Medieval and Renaissance Texts and Studies, vol. XXI, 103 pp.
- Heidegger e il problema dell'umanesimo, traduzione di Enrichetta Valenziani-Giovanna Barbantini, Guida, Napoli 1985, 105 pp.
- Einführung in philosophische Probleme des Humanismus, Wissenschaftliche Buchgesellschaft, Darmstadt 1986, 171 pp.
- Folly and Insanity in Renaissance Literature, in collaborazione con Maristella Lorch, traduzione di John Michael Krois e Mario A. Di Cesare, University Center at Binghamtom, Binghamton/N.Y. 1986, in Medieval and Renaissance Texts and Studies, vol XLII, 128 pp.
- La preminenza della parola metaforica. Heidegger, Meister Eckhart, Novalis, Mucchi editore, Modena 1987, 77 pp.
- La filosofia dell'umanesimo. Un problema epocale, traduzione di Enrichetta Valenziani, Tempi Moderni, Napoli 1988, 218 pp.
- Renaissance Humanism. Studies in Philosophy and Poetics, traduzione di Walter Veit, Center for Medieval and Early Renaissance Studies, Bimhamton/N.Y. 1988, 145 pp.
- Umanesimo e retorica. Il problema della follia, traduzione di Enrichetta Valenziani e Giovanna Barbantini, Mucchi, Modena 1988, 119 pp.
- Potenza dell'immagine. Rivalutazione della retorica, traduzione di Liliana Croce e Massimo Marassi, Guerini e associati, Milano 1989, 267 pp.
- La metafora inaudita, a cura di Massimo Marassi, Aestetica, Palermo 1990, 167 pp.
- Potenza della fantasia. Per una storia del pensiero occidentale, a cura di Claudio Gentili, Guida, Napoli 1990, 264 pp.
- Vico and Humanism. Essays on Vico, Heidegger and Rhetoric, Peter Lang, New York 1990, pp. 217.
- Filosofare noetico non metafisico. L'Alcesti e il Don Chisciotte, in collaborazione con Emilio Hidalgo y Serna, Congedo Editore, Galatina, 1991, 55 pp.
- Vico e l'umanesimo, traduzione di Antonio Verri, Guerini e associati, Milano 1992, 244 pp.
- Il dramma della metafora. Euripide, Eschilo, Sofocle, Ovidio, a cura di Massimo Marassi, L'officina tipografica, Roma 1992, 177 pp.
- Die unerhörte Metapher, traduzione di Emilio Hidalgo y Serna, Hain, Frankfurt a. M. 1992, 280 pp.
- Arte e mito, edizione riveduta ed ampliata dall'Autore, traduzione e cura di Carlo Gentili, La Città del Sole, Napoli 1996, 240 pp.
- Retorica come filosofia. La tradizione umanistica, traduzione di Roberta Moroni, a cura di Massimo Marassi, La Città del Sole, Napoli 1999, 199 pp.
- Viaggiare ed errare. Un confronto con il Sudamerica, traduzione di Cristina De Santis, a cura di Massimo Marassi, La Città del Sole, Napoli 1999, 201 pp.